# Grand/LATTC (métro de Los Angeles)
Grand/LATTC, officiellement Grand/Los Angeles Trade-Technical College, est une station du métro de Los Angeles située dans le centre-ville à l'intersection de Grand Avenue et de Washington Boulevard. Elle est desservie par les rames de la ligne A.

## Localisation
Station du métro de Los Angeles située en surface, Grand/LATTC est située sur la ligne A. Elle est également située près de l'intersection de Washington Boulevard et de Grand Avenue. 

## Histoire
Grand/LATTC a été mise en service le 14 juillet 1990.

## Service

### Desserte
Grand/LATTC est desservie par les rames de la ligne A du métro.

### Intermodalité
La station est desservie par les lignes d'autobus 14, 35, 37, 38, 55, 355 et 603 de Metro.